# Confédération Africaine de Natation
Die Confédération Africaine de Natation (CANA) ist der afrikanische Dachverband für Wassersport.
Sie wurde 1970 mit 7 nationalen Verbänden gegründet. Inzwischen gibt es 33 Mitgliederverbände.
Präsident der CANA wurde im September 2012 als Nachfolger von Mustapha Larfaoui der Südafrikaner Sam Ramsamy.

## Wettbewerbe
Die CANA veranstaltet folgende Wettbewerbe in Afrika:
- Afrikanische Schwimmmeisterschaften (alle zwei Jahre)
- Afrikanische Junioren-Schwimmmeisterschaften (alle sechs (?; 8. Meisterschaft 2005[2], 9. Meisterschaft 2011) Jahre)
- Afrikanische Zonen-Schwimmmeisterschaften (jedes Jahr)

## Mitglieder
Die Mitglieder der CANA wurden in ihre geografischen Lagen und vier Zonen unterteilt:
| Land                         | Mitgliedsverband                                           |        |        |
| Zone 1                       | Zone 1                                                     | Zone 1 | Zone 1 |
| ---------------------------- | ---------------------------------------------------------- | ------ | ------ |
| Ägypten                      | Egyptian Swimming Federation                               |        |        |
| Algerien                     | Fédération Algerienne de Natation                          |        |        |
| Libyen                       | Libyan Arab Swimming Federation                            |        |        |
| Marokko                      | Fédération Royale Marocaine de Natation                    |        |        |
| Tunesien                     | Fédération Tunisienne de natation                          |        |        |
| Zone 2                       |                                                            |        |        |
| Elfenbeinküste               | Fédération Ivoirienne de Natation et de Sauvetage          |        |        |
| Gambia                       | Gambia Swimming Association                                |        |        |
| Ghana                        | Ghana Swimming Association                                 |        |        |
| Guinea                       | Fédération Guineenne de Natation et de Sauvetage           |        |        |
| Kamerun                      | Fédération Camerounaise de Natation et de Sauvetage        |        |        |
| Demokratische Republik Kongo | Fédération de Natation en République Démocratique du Congo |        |        |
| Republik Kongo               | Fédération Congolaise de Natation Amateur                  |        |        |
| Mali                         | Fédération Malienne de Natation                            |        |        |
| Niger                        | Fédération Nigerienne des Sports Nautiques                 |        |        |
| Nigeria                      | Nigeria Aquatics Federation                                |        |        |
| Senegal                      | Fédération Senegalaise de Natation et de Sauvetage         |        |        |
| Togo                         | Fédération Togolaise de Natation                           |        |        |
| Zone 3                       |                                                            |        |        |
| Burundi                      | Fédération Burundaise de Natation                          |        |        |
| Äthiopien                    | Ethiopian Swimming Federation                              |        |        |
| Kenia                        | Kenya Swimming Federation                                  |        |        |
| Ruanda                       | Fédération Rwandaise de Natation Amateur                   |        |        |
| Sudan                        | Sudan Amateur Swimming Association                         |        |        |
| Tansania                     | Tanzania Swimming Federation                               |        |        |
| Uganda                       | Uganda Swimming Federation                                 |        |        |
| Zone 4                       |                                                            |        |        |
| Angola                       | Federacão Angolana de Natacão                              |        |        |
| Madagaskar                   | Fédération Malagache de Natation                           |        |        |
| Mauritius                    | Fédération Mauricienne de Natation                         |        |        |
| Mosambik                     | Federacão Mocambicana de Natacão                           |        |        |
| Namibia                      | Namibia Swimming Union                                     |        |        |
| Seychellen                   | Seychelles Swimming Association                            |        |        |
| Südafrika                    | Swimming South Africa                                      |        |        |
| Eswatini                     | Eswatini National Swimming Association                     |        |        |
| Sambia                       | Zambia Amateur Swimming Union                              |        |        |
| Simbabwe                     | Zimbabwe Aquatic Union                                     |        |        |